# Stefano Turconi

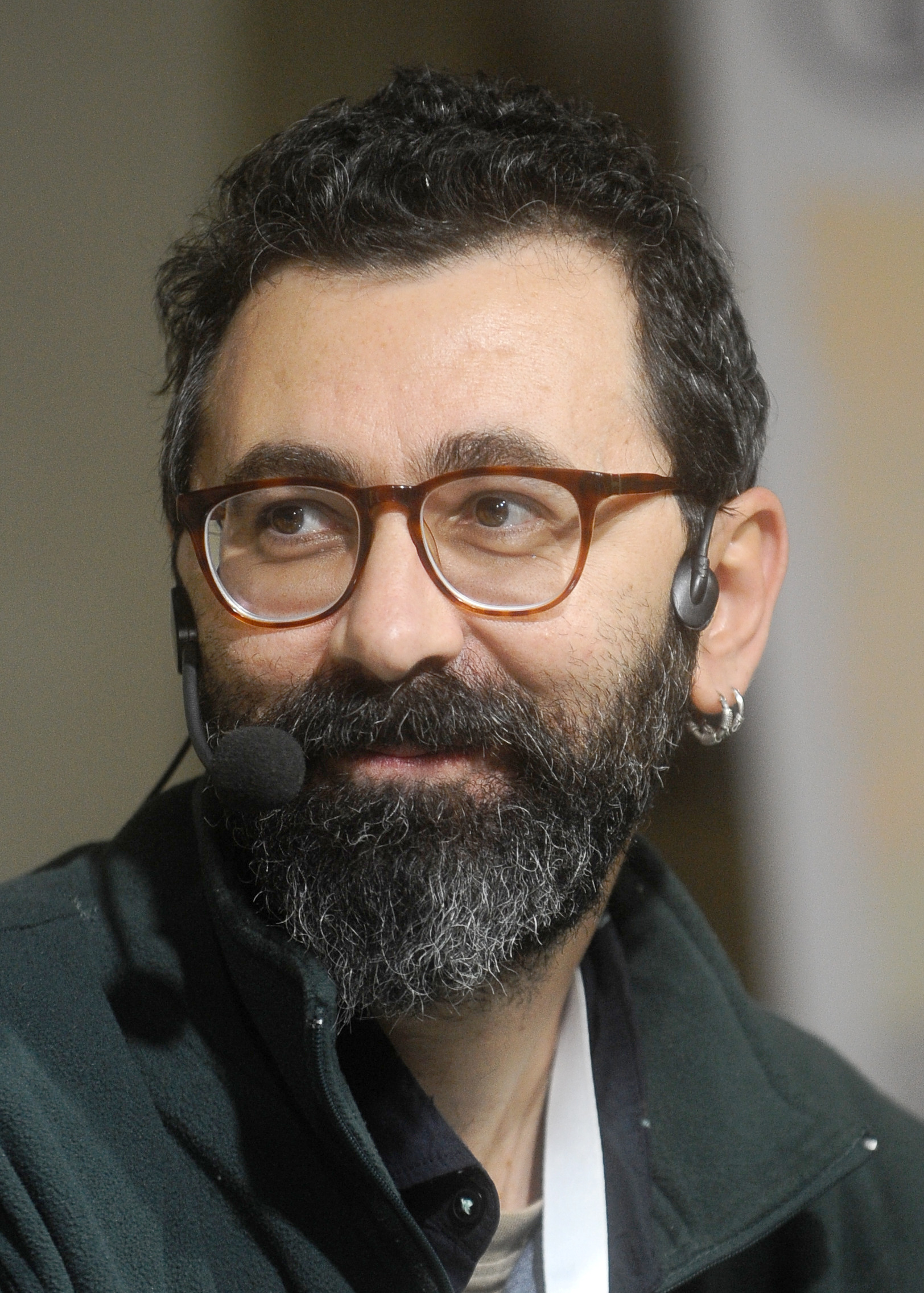
Stefano Turconi nel 2017

Stefano Turconi (Castellanza, 19 aprile 1974) è un disegnatore e fumettista italiano.

## Biografia
Dopo essersi diplomato all'Accademia di Brera e alla Scuola d'Arte del Castello Sforzesco di Milano, Turconi è entrato nell'Accademia Disney come allievo di Alessandro Barbucci. 
Alla fine degli anni '90 ha cominciato a collaborare attivamente con la Walt Disney Italia, prima su Topolino, poi sulle diverse serie innovative che proprio in quegli anni stavano prendendo il via. In particolare, ha collaborato con PKNA con Mickey Mouse Mystery Magazine, e "W.I.T.C.H.".
Nel 2001 Turconi si trova cofondatore del Settemondi Studio, un gruppo di autori italiani nato da un'idea dell'amico di lunga data Giovanni Gualdoni. Lo Studio pubblica fumetti soprattutto in Francia per la casa editrice Soleil Productions (Edizioni BD in Italia).
In particolare, Turconi è disegnatore di "Akameshi", "Fantaghenna" e "Wondercity", tutti su testi di Giovanni Gualdoni.
È sposato con la sceneggiatrice Teresa Radice, con cui collabora anche a livello professionale, sia per storie Disney che per altri progetti.

## Lo stile
Lo stile di Turconi deriva ovviamente dall'influenza dell'Accademia Disney, e in particolare del suo Maestro, ma è comunque molto personale. In particolare, si nota l'influenza del fumetto francese e un certo gusto per le atmosfere e le ambientazioni orientali (giapponesi, ma non solo).

## Pubblicazioni non Disney

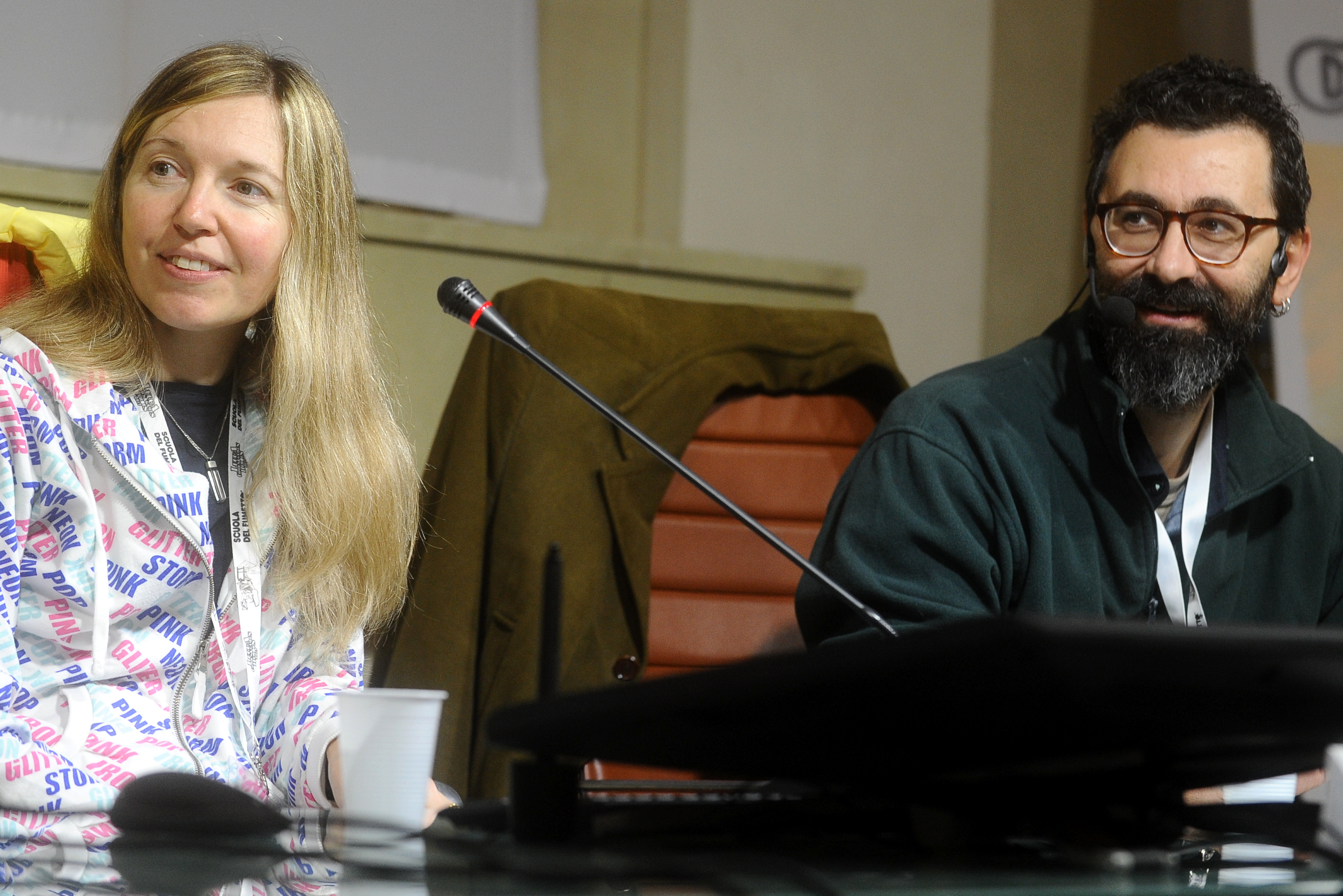
Teresa Radice e Stefano Turconi a Lucca Comics & Games 2017

- 2010 - in corso, serie di Agatha Mistery, testi di Sir Steve Stevenson, De Agostini (corrente).
- 2013 - Viola Giramondo, sceneggiatura di Teresa Radice, Latina, Tunué collana Tipitondi, ISBN 978-88-97165-78-1.
- 2015 - Il porto proibito, sceneggiatura di Teresa Radice, Bao Publishing, ISBN 978-88-6543-299-0.
- 2017 - Non stancarti di andare, sceneggiatura di Teresa Radice, Bao Publishing, ISBN 978-88-6543-931-9.
- 2018 - Tosca dei Boschi, sceneggiatura di Teresa Radice, Bao Publishing, ISBN 978-88-3273-129-3.
- 2019 - Le ragazze del Pillar, volume 1, sceneggiatura di Teresa Radice, Bao Publishing, ISBN 978-88-3273-330-3
- 2020 - La terra, il cielo, i corvi, sceneggiatura di Teresa Radice, Bao Publishing, ISBN 978-88-3273-487-4.
- 2021 - Le ragazze del Pillar, volume 2, sceneggiatura di Teresa Radice, Bao Publishing, ISBN 978-88-3273-621-2
- 2022 - Orlando Curioso, sceneggiatura di Teresa Radice, Bao Publishing, ISBN 978-88-3273-770-7
- 2023 - Il Contastorie, sceneggiatura di Teresa Radice, Bao Publishing, ISBN 978-88-3273-869-8